# Stefan Bajčetić
Stefan Bajčetić Maquieira (Vigo, Pontevedra, España, 22 de octubre de 2004) es un futbolista español que juega de centrocampista en el Liverpool F. C.. Es hijo del exfutbolista serbio Srđan Bajčetić.

## Trayectoria

### Inicios
Es un jugador formado en la cantera del R. C. Celta de Vigo, hasta que en enero de 2021 con apenas 16 años firmó por el Liverpool F. C. para ser asignado a su equipo sub-18.

### Liverpool F. C.
En noviembre de 2021, firmó su primer contrato profesional con los reds y en agosto de 2022, renovó su contrato. En la temporada 2022-23, formó parte del equipo sub-21 que competía en la Premier League 2.
El 27 de agosto de 2022, debutó con el primer equipo del Liverpool F. C. en la Premier League, disputando 20 minutos del encuentro que acabó con victoria por 9 goles a 0 frente al AFC Bournemouth. El 26 de diciembre, se estrenó como goleador en la victoria por 1-3 saliendo desde el banquillo contra el Aston Villa.

### Cesiones
El 30 de agosto de 2024 fue cedido al Red Bull Salzburgo de la Bundesliga austriaca por una temporada sin opción de compra. Sin embargo, el 31 de enero de 2025 se rompió el acuerdo de cesión con el club austriaco para pasar, igualmente en situación de préstamo a la U. D. Las Palmas de la Primera División de España.

## Selección nacional
El 23 de agosto de 2022, fue convocado por la selección de fútbol sub-19 de España para disputar dos encuentros amistosos en Israel. El 8 de septiembre de 2023 debutó con la sub-21 de España contra Malta.

## Estadísticas

### Clubes
Actualizado al último partido disputado el 29 de enero de 2025.
| Club                         | Div.          | Temporada     | Liga  | Liga  | Copas nacionales | Copas nacionales | Copas internacionales | Copas internacionales | Total | Total |
| Club                         | Div.          | Temporada     | Part. | Goles | Part.            | Goles            | Part.                 | Goles                 | Part. | Goles |
| ---------------------------- | ------------- | ------------- | ----- | ----- | ---------------- | ---------------- | --------------------- | --------------------- | ----- | ----- |
| Liverpool F. C. Inglaterra   | 1.ª           | 2022-23       | 11    | 1     | 4                | 0                | 4                     | 0                     | 19    | 1     |
| Liverpool F. C. Inglaterra   | 1.ª           | 2023-24       | 1     | 0     | 1                | 0                | 1                     | 0                     | 3     | 0     |
| Liverpool F. C. Inglaterra   | Total club    | Total club    | 12    | 1     | 5                | 0                | 5                     | 0                     | 22    | 1     |
| Red Bull Salzburgo · Austria | 1.ª           | 2024-25       | 12    | 0     | 1                | 0                | 5                     | 0                     | 18    | 0     |
| Red Bull Salzburgo · Austria | Total club    | Total club    | 12    | 0     | 1                | 0                | 6                     | 0                     | 19    | 0     |
| Total carrera                | Total carrera | Total carrera | 24    | 1     | 6                | 0                | 10                    | 0                     | 40    | 1     |
| U. D. Las Palmas · España    | 1.ª           | 2024-25       | 0     | 0     | 0                | 0                | 0                     | 0                     | 0     | 0     |
| U. D. Las Palmas · España    | Total club    | Total club    | 12    | 0     | 1                | 0                | 6                     | 0                     | 19    | 0     |
| Total carrera                | Total carrera | Total carrera | 24    | 1     | 6                | 0                | 10                    | 0                     | 40    | 1     |

## Palmarés
| Título          | Equipo          | País       | Año  |
| --------------- | --------------- | ---------- | ---- |
| Copa de la Liga | Liverpool F. C. | Inglaterra | 2024 |